# برنهارد غونتر
برنهارد غونتر (بالألمانية: Bernhard Günter)‏ هو عازف قيثارة وملحن ألماني، ولد في 1957 في نويفيد في ألمانيا.

## وصلات خارجية
- برنهارد غونتر على موقع ميوزك برينز (الإنجليزية)
- برنهارد غونتر على موقع أول ميوزيك (الإنجليزية)
- برنهارد غونتر على موقع ديسكوغز (الإنجليزية)